# ديدو (فلم)
ديدو فيلم كوميدي مصري من إنتاج سنة 2021 من إخراج عمرو صلاح، وتأليف كريم فهمي، وإنتاج كريم السبكي، محمد احمد السبكي، وبطولة كريم فهمي، بيومي فؤاد، محمد ثروت، حمدي الميرغني، أحمد فتحي.

## ملخص الفيلم
في إطار من الكوميديا، تدور أحداث الفيلم حول الشاب ديدو الذي يقرر برفقة أصدقائه سرقة العالم الثري (بيومي فؤاد)، الذي يكتشف الأمر ويتمكن من تحويلهم بتجربة من تجاربه إلى عقلات أصابع، فيقعوا في العديد من المفارقات والمغامرات المثيرة.

## طاقم العمل
- كريم فهمي بدور ديدو: لص محترف مكلف بسرقة جهاز الدكتور فنانس.
- بيومي فؤاد بدور الدكتور فنانس عبد الدائم: عالم عبقري اخترع جهازًا يحول الألعاب لبشر.
- حمدي الميرغني بدور نور: لص يريد سرقة جهاز الدكتور فنانس.
- محمد ثروت بدور توحيد: زميل نور.
- هدى المفتي بدور نعومي فنانس عبد الدائم: ابنة الدكتور فنانس والتي يخطفها اللصوص لمساومة أبيها على الجهاز.
- محمد هشام
- محمود العزازي بدور عضو لجنة البحوث
- جورج غبور بدور عضو لجنة البحوث
- أحمد فتحي بدور مروان البلطي: رجل مكلف بتتبع ديدو والإمساك به.
- نور قدري بدور باربي
- عمر شرقي بدور باتمان
- مصطفى الريدي بدور سوبرمان
- حجاج عبد العظيم
- محمد محمود عبد العزيز بدور عميل ديدو

### ضيوف الشرف
- سمير صبري (يمثل نفسه)
- شيكو
- هشام ماجد
- أحمد فهمي
- سليمان عيد
- بدرية طلبة
- أكرم حسني
- حمادة هلال بدور سبونج بوب (ضيف شرف)